# Nereo Burattini
Nereo Burattini (Fiume, 16 novembre 1917 – New York, 13 ottobre 2010) è stato un allenatore di calcio e calciatore italiano, di ruolo mediano.

## Carriera
Giocò per una stagione in Serie A con il Genova 1893.

## Palmarès

### Club
- Serie C: 1

Treviso: 1949-1950